# 娜塔莉·普塞拉
娜塔莉·普塞拉（Natalie Psaila）是一名馬爾他醫生與墮胎權的倡議者。她是馬爾他非政府組織“Doctors for Choice”的共同創始人。

## 職涯
普賽拉是一名家醫科專家。她出版了一本青少年性教育書籍--My Body's Fantastic Journey。

## 行動
普賽拉主張放寬馬爾他嚴格的墮胎限制，並提倡人們應更易取得避孕措施。 2019年，普賽拉與他人共同創立了“Doctor of Choice”。
馬爾他是歐洲唯一對墮胎有嚴格限制的國家。除胎兒對母體造成致命損害的少數狀況，墮胎近乎被全面禁止，包含強暴懷孕在內。普賽拉表示，如此，導致女性往往在缺乏醫囑的情況下自行藥物流產。因此，普賽拉和另一名醫生Isabel Stabile在2023年6月底，為想要墮胎的女性設立熱線。該熱線與產婦討論出國堕胎的潛在選擇，並提供進行藥物流產的產婦相關支持。
她曾因其工作而收到暴力訊息和死亡威脅。普塞拉和她在“Doctor of Choice”的同事們曾表示，當他們舉報這些事件時，當局採取的行動有限。

## 獎項
2023年，普塞拉入選英國廣播公司（BBC）的百大女性，成為第一位獲此殊榮的馬耳他女性。